# Reason (Dazzle Vision)
REASON è il terzo singolo dei Dazzle Vision, nonché il secondo estratto dall'album Kirari.

## Il disco
È stato pubblicato solo digitalmente il 30 marzo 2011, per lanciare l'album Kirari, che sarebbe uscito a giugno.

## Lista tracce
1. REASON (Dazzle Vision) – 3:03

## Formazione
- Maiko – voce
- John – chitarra
- Takuro – basso
- Haru – batteria